# Тимофеевка (Самарская область)
Тимофе́евка — село в Ставропольском районе Самарской области. Административный центр сельского поселения Тимофеевка.

## География
Село находится к северу от города Тольятти.

## Ссылки

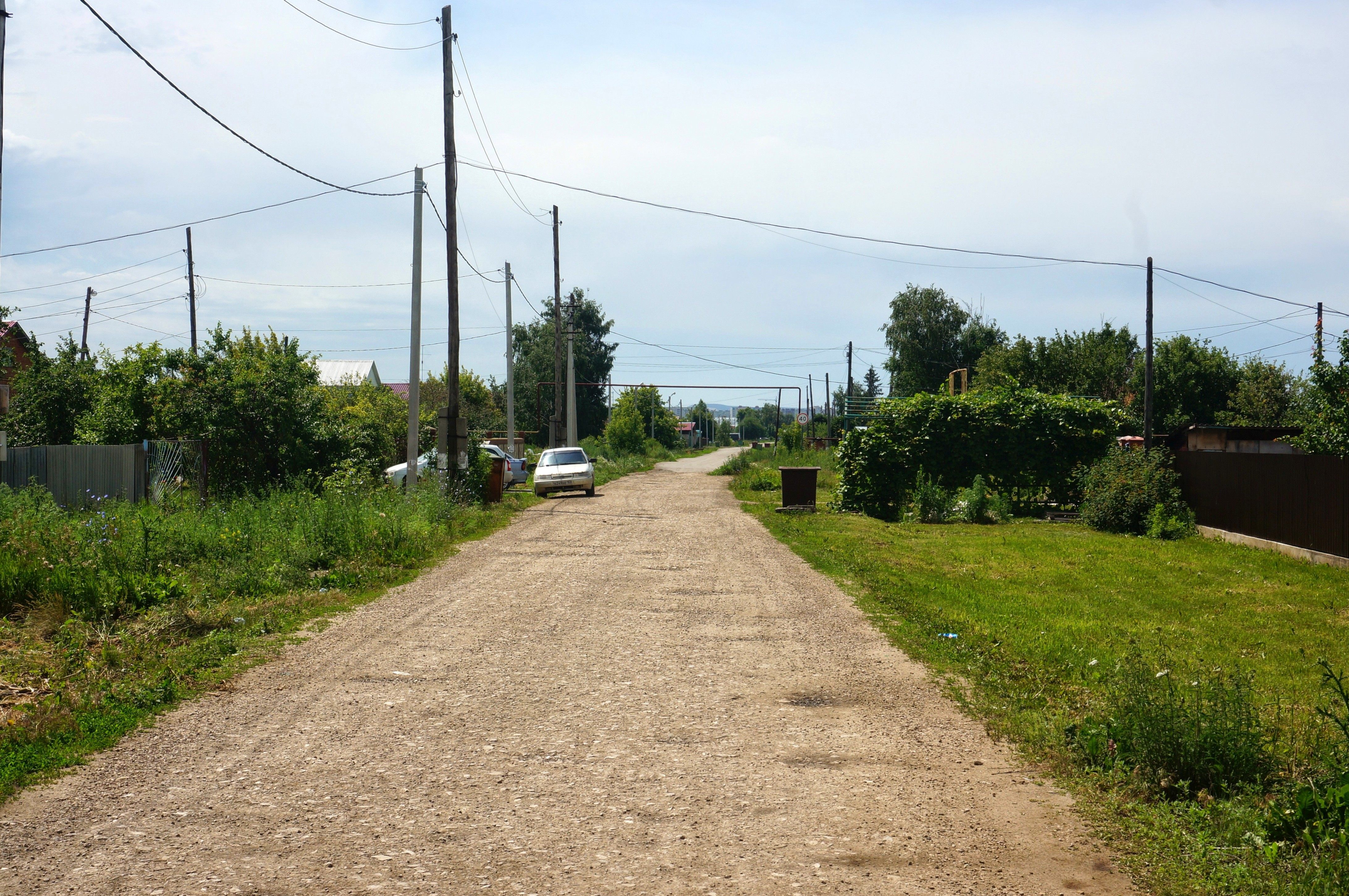
Одна из улиц села
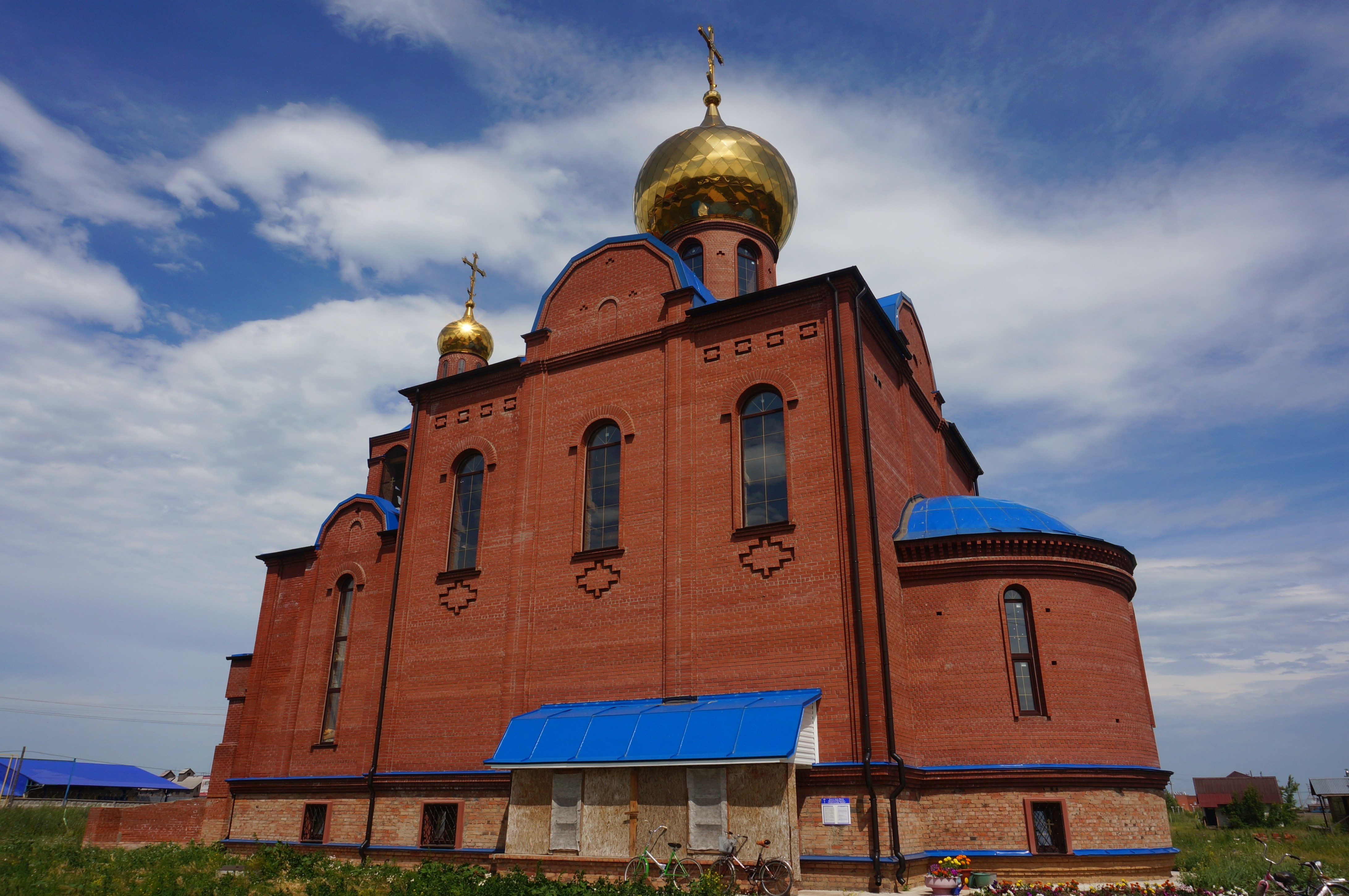
Церковь в честь иконы «Спорительница хлебов»
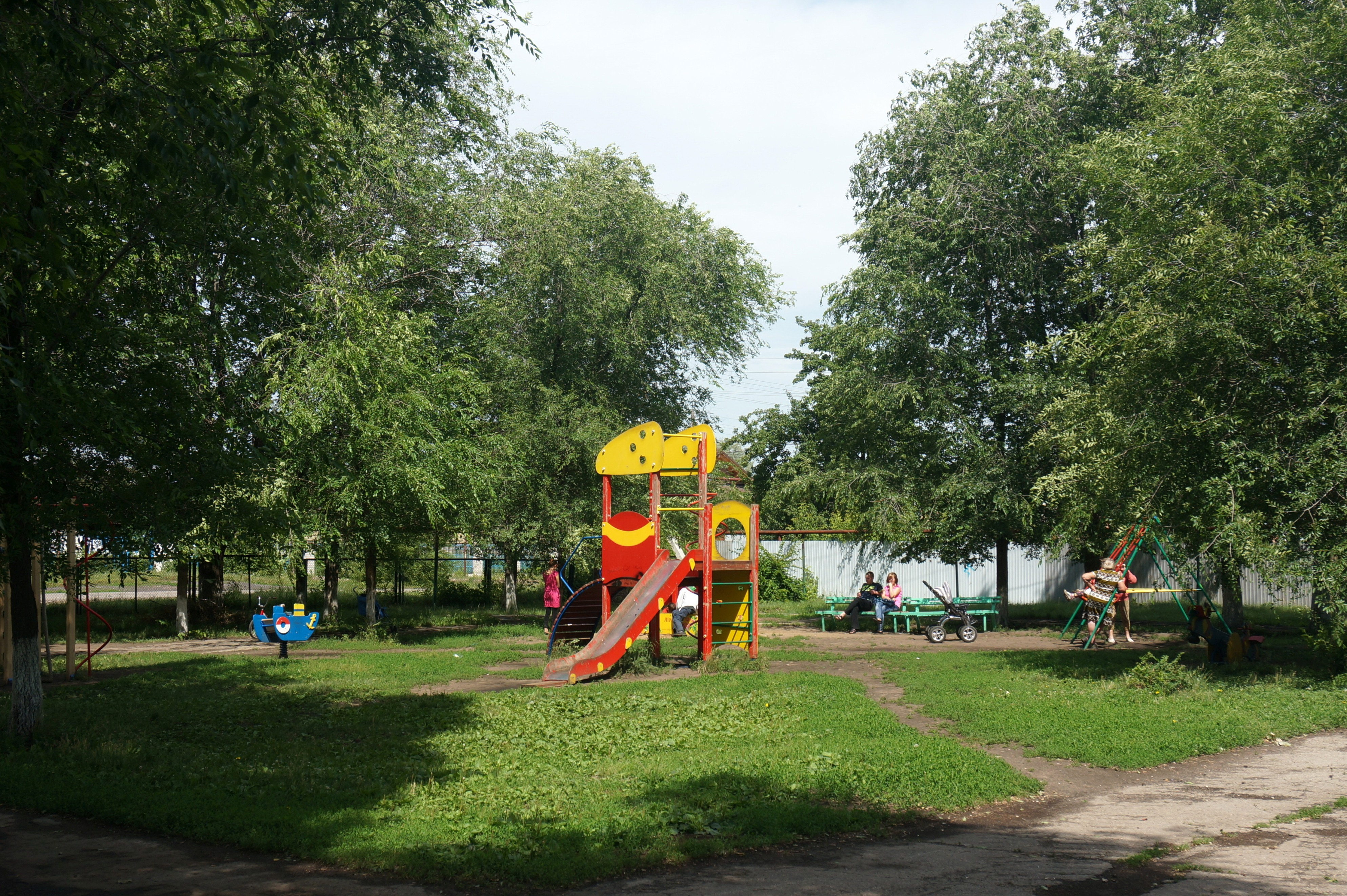
Детская площадка
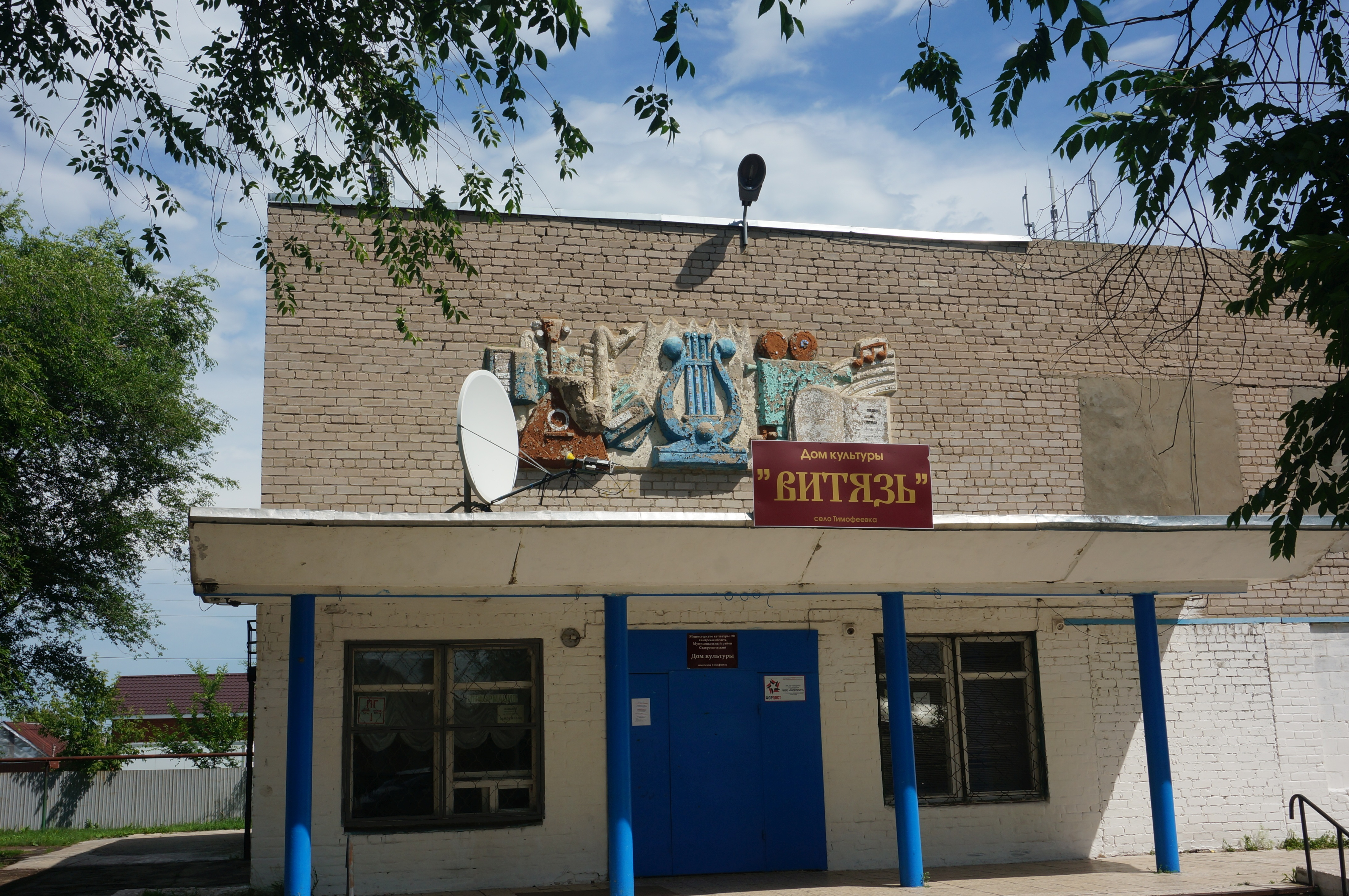
Дом культуры «Витязь»

## Население
| Год  | Численность | Численность |
| ---- | ----------- | ----------- |
| 1859 | 208         | [ 3 ]       |
| 1889 | 434         | [ 4 ]       |
| 1910 | 570         | [ 5 ]       |
| 2010 | 3893        | [ 6 ]       |
| 2021 | 6592        | [ 1 ]       |